# TransLink

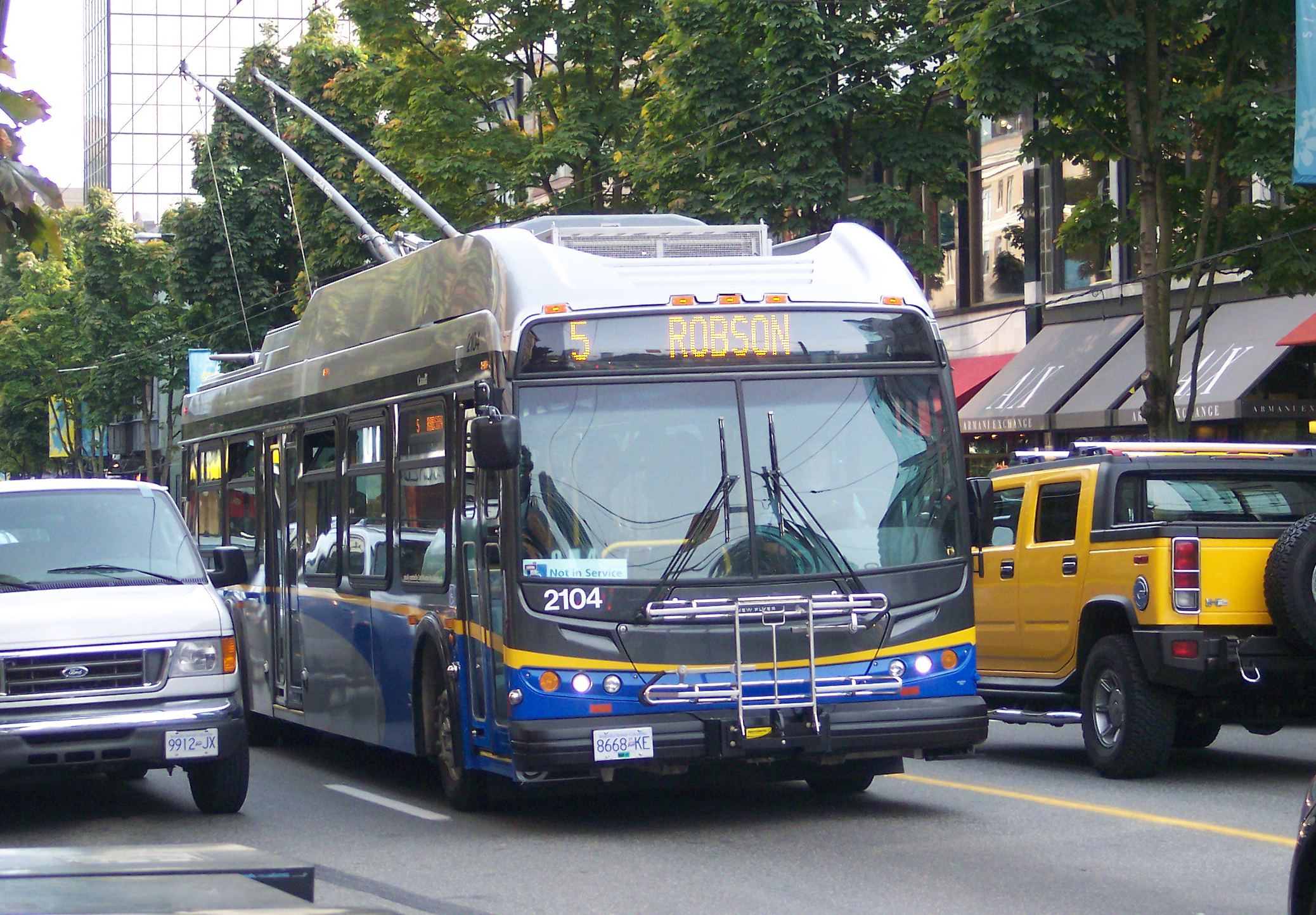

TransLink é uma empresa de transportes da cidade de Vancouver, Canadá.
A empresa gerencia pontes, estradas, ônibus e um serviço de transporte rápido automatizado chamado SkyTrain